# Theo dõi nhật thực
Theo dõi nhật thực là công việc theo đuổi và quan sát nhật thực khi chúng xảy ra ở những địa điểm trên Trái đất. Nhật thực có thể xảy ra hơn một lần mỗi năm trên Trái đất. Nhật thực toàn phần có thể xảy ra nhiều lần cứ sau vài năm.
Một người theo đuổi nhật thực được biết đến với tên gọi là umbraphile, có nghĩa là người yêu bóng tối. Các Umbraphile thường đi khắp nơi để theo dõi nhật thực và sử dụng các công cụ khác nhau để giúp xem mặt trời bao gồm cả kính xem mặt trời còn được gọi là kính nhật thực, cũng như kính viễn vọng.
Tính đến năm 2017, ba người New York, Glenn Schneider, Jay Pasachoff và John Beattie đã từng chứng kiến 33 lần nhật thực, đây là kỷ lục hiện tại. Donald Liebenberg, giáo sư thiên văn học tại Đại học Clemson ở Nam Carolina đã thực hiện 26 chuyến du lịch tới Thổ Nhĩ Kỳ, Zambia, Trung Quốc, Pukapuka và những nơi khác để xem nhật thực.

## Lịch sử
Vào thế kỷ 19, Mabel Loomis Todd, một biên tập viên và nhà văn người Mỹ, và chồng của bà - David Peck Todd, giáo sư thiên văn học tại Đại học Amherst, đã đi khắp thế giới để xem nhật thực. Trong hiện tượng nhật thực ngày 30 tháng 6 năm 1973, Donald Liebenberg và một nhóm các chuyên gia nhật thực đã quan sát nhật thực trên tàu Concorde và đã chứng kiến hiện tượng này tổng thể trong vòng 74 phút.